# ほっと540九州沖縄
『ほっと540九州沖縄』（ほっとごーよんまるきゅうしゅうおきなわ）は、1998年10月5日から2000年9月29日まで九州・沖縄地方のテレビ朝日系列局でブロックネットされていた九州朝日放送（KBC）製作のニュース番組である。

## キャスター
- 草柳悟堂（当時九州朝日放送アナウンサー）
- 加藤恭子（九州朝日放送アナウンサー）

一時期は西川恵三が代理担当。
- 気象情報は気象予報士が担当していた。

## 放送局
| 放送対象地域 ニュース担当地域 | 放送局             | 系列           | 放送日時                  | 備考   |
| ----------------------------- | ------------------ | -------------- | ------------------------- | ------ |
| 福岡県・佐賀県                | 九州朝日放送 (KBC) | テレビ朝日系列 | 月曜 - 金曜 17:40 - 17:54 | 製作局 |
| 長崎県                        | 長崎文化放送 (ncc) | テレビ朝日系列 | 月曜 - 金曜 17:40 - 17:54 |        |
| 熊本県                        | 熊本朝日放送 (KAB) | テレビ朝日系列 | 月曜 - 金曜 17:40 - 17:54 |        |
| 大分県                        | 大分朝日放送 (OAB) | テレビ朝日系列 | 月曜 - 金曜 17:40 - 17:54 |        |
| 鹿児島県                      | 鹿児島放送 (KKB)   | テレビ朝日系列 | 月曜 - 金曜 17:40 - 17:54 |        |
| 沖縄県                        | 琉球朝日放送 (QAB) | テレビ朝日系列 | 月曜 - 金曜 17:40 - 17:54 |        |

### 備考
宮崎県ではテレビ宮崎がANNに加盟しているが、同局は３系列クロスネットを行っている関係で夕方の『ANNニュース』をネットせず、FNNの全国ニュースをネット受けする自社製作番組『UMKスーパーニュース』を放送している。そのため、本番組の担当からは外れていた。